# Die Insel der letzten Wahrheit
Die Insel der letzten Wahrheit ist ein Roman der aus Argentinien stammenden katalanischsprachigen Schriftstellerin und Journalistin Flavia Company, der 2010 im Original (L'illa de l'última veritat) erschien und 2011 in deutschsprachiger Übersetzung durch Kirsten Brandt aus dem Katalanischen bei Bloomsbury Publishing veröffentlicht wurde. Das Werk ist eine Parabel, deren literarische Vorbilder offensichtlich bei Daniel Defoes Robinson Crusoe und Umberto Ecos Die Insel des vorigen Tages liegen.

## Inhalt
In Rückblenden erzählt Matthew Prendel seiner Verlobten Phoebe seine Geschichte: Auf seine Einladung hin wollten zwei Freude und er vor fünf Jahren mit seiner Yacht den Atlantik überqueren. Doch mitten auf dem Ozean werden sie von Piraten überfallen. Einen der Angreifer schießt er mit seiner Pistole an, sodass dieser über Bord geht. Doch die anderen Ganoven töten daher Prendels Begleiter, während er am Bein verletzt wird und sich mit einem Sprung ins Meer zu retten versucht.
Mehrere Tage lang treibt der Schiffbrüchige hilflos auf hoher See umher, gepeinigt von Durst, Erschöpfung und Angst. Doch die Strömung treibt ihn an den Strand einer einsamen Insel, die auf keiner Seekarte verzeichnet scheint. Dort scheint ihn ein Fremder gerettet zu haben, dessen Schicksal mit dem seinen verhängnisvoll verknüpft scheint. Ausgerechnet dieser Mann ist jener Pirat, den Matthew Prendel angeschossen hatte.
Daraufhin wird Prendel erneut von Ängsten und Zweifeln geplagt, da er nicht von diesem Menschen abhängig sein möchte und in seinem Innersten spürt, dass sich sein eigener Charakter in dieser vorläufig ausweglosen Situation nicht unbedingt zum besseren wenden wird. Welches Geheimnis zwingt sie darüber hinaus dazu, getrennt auf der Insel zu leben? Denn der Pirat verbannt Matthew in den entferntesten Winkel der Insel. Erst nach Jahren findet Prendel heraus, dass der andere sowohl Lebensmittelvorräte als auch ein Rettungsboot besitzt. Die Auflösung beider Schicksalslinien dieser Robinsonade birgt eine Überraschung.

## Ausgaben
- Flavia Company: L'illa de l'última veritat. Ed. Proa, 2010.
- Flavia Company: La isla de la ultima verdad. Lumen, Barcelona 2011. (Spanische Übersetzung)
- Flavia Company: Die Insel der letzten Wahrheit. Aus dem Katalanischen übersetzt von Kirsten Brandt. Bloomsbury, Berlin 2011, 180 S., ISBN 978-3-8270-0988-3.

## Rezension
Christine Westermann lobte in ihrer WDR enthusiastisch den Roman, auch wenn sie zugeben musste, dass sie sich im Nachhinein die Auflösung von ihrem Buchhändler habe erklären lassen – allerdings könne man auch von selbst darauf kommen.
Georg Leifels schloss sich im Haken diesem Urteil weitgehend an: „Es erwartet Sie mehr als ein lupenreiner Abenteuerroman, dessen Spannung nicht zu überbieten ist und in der Schlusssequenz deshalb total überrascht, weil wir meinten, bereits alles verstanden zu haben. Ein gutes Romanlabyrinth hat verdammt viele Gänge.“
„Eine wunderbar erzählte Charakterstudie und Entwicklungsgeschichte ist es, die Flavia Company in ihrem schmalen Buch unprätentiös zu gestalten versteht mit einer Vielzahl von Textstellen und einfachen Sätzen wahrhaftiger Erkenntnis, die lange nachhallen werden,“ befand  M. Lehmann-Pape.
„Manchmal ist die Robinsonade ein wenig vorhersehbar. Doch Flavia Company versteht ihr literarisches Handwerk exzellent und das wirklich überraschende Ende hat es in sich.“

## Rezeption
Hörbuch
- Die Insel der letzten Wahrheit. Hörbuch in ungekürzter Fassung. Gesprochen von Nadja Schulz-Berlinghoff und Romanus Fuhrmann, Verlag Steinbach sprechende Bücher, Schwäbisch Hall, 3 CDs, 189 min., ISBN 978-3-86974-084-3.